# Engels Klooster
Het Engels Klooster Onze Lieve Vrouw van Nazareth is een klooster met koepelkerk in de Carmersstraat in Brugge.

## Leuven en Brugge
Het Sint-Monicaklooster te Leuven, een volledig Engels klooster dat in 1609 gesticht werd door de Windesheimer priorij Sint-Ursula, uit diezelfde stad en geworteld in de spiritualiteit van de Moderne Devotie en met de Regel van de Heilige Augustinus, kreeg in de 16e eeuw een toevloed van Engelse kandidaten. Engelse kanunnikessen uit Leuven kwamen zich in 1629 in Brugge vestigen in "Nazareth", een passantenhuis voor pelgrims. Tegen 1650 stond er een volwaardig klooster door de bekostiging van Marc Arrazola de Oñate, schepen en nadien burgemeester van het Brugse Vrije.

## 19de en 20ste eeuw
Wegens de Franse Revolutie werden de zusters in 1794 gedwongen naar Engeland te vluchten. Dit gebeurde onder de leiding van de priorin Mother Mary Augustina More, een verre verwante van Thomas More. Ze verbleven in Hengrave Hall (Suffolk), maar in 1802 beslisten ze naar Brugge terug te keren. De gemeenschap kreeg toen de naam "Engels Klooster". Het is toen ook dat het portret van Thomas More, naar Hans Holbein, uit Engeland werd meegebracht samen met enkele beenderen van More, die opgeborgen zaten in de houten kader van het portret. Beiden worden er nog steeds als relikwie bewaard.
Tot het einde van de 19e eeuw werden er alleen Engelse kandidaten aanvaard. Sedert de nieuwe stichting in Engeland in 1886 (nu te Sayers Common – West Sussex) zijn er verschillende nationaliteiten in de gemeenschap aanwezig.
Van 1959 tot 1983 was er een filiaal in Rwanda (Kaduha in het bisdom Butare) en in 2001 werd er te Rwamagana (bisdom Kibungo) een huis geopend om inlandse kandidaten te verwelkomen.
Van bij het begin was er aan het klooster een school verbonden met als doel Engelstalige meisjes uit diverse landen een godsdienstige opvoeding te verschaffen. Naderhand werd het een 'finishing school' waar hoofdzakelijk meisjes uit de Belgische adel en hogere burgerij Franstalig onderricht ontvingen.  In 1973 werd deze school, die niet in de mogelijkheid was wettelijke diploma's af te leveren, opgeheven en verbouwd tot een gastenverblijf. De naam "Nazareth" werd voor dit onthaalhuis behouden.
De historische achtergrond verklaart waarom het gastenverblijf een sterk internationaal en oecumenisch karakter had. Ook de liturgie, waaraan de gasten altijd mochten deelnemen, werd in verschillende talen gevierd en vele anglicanen en Engelse katholieken, onder meer georganiseerde groepen van gehandicapten, vonden de weg naar Nazareth.
In 2008 werd het gedeelte gastenverblijf aangekocht door de vzw Hemelsdaele-Sint-Leocollege, die het tot 2017 in gebruik nam als internaat.

## Guido Gezelle
De priester en dichter Guido Gezelle werd begin 1899 tot geestelijk directeur van het klooster benoemd. Hij overleed op 27 november van dat jaar in het proosthuis van het klooster. Dit wordt herdacht door een versje bij de ingang van het klooster: En 'k hoorde de veugeltjes zoo geerne schufelen, wat vermoedelijk Gezelles laatste woorden waren.
Tijdens de enkele maanden van zijn proostschap was Gezelle geestelijk begeleider van de kloosterzusters en als godsdienstleraar van de meisjes in de kloosterschool. Hij werd voornamelijk in deze functie benoemd omdat bisschop Waffelaert de vertaler van zijn Geestelijke oefeningen graag bij de hand had.

## Het gebouw
In de 18e eeuw werden serieuze bouwwerken uitgevoerd. Refter en pandgang werden vergroot en de gesloten straatgevel kreeg een classicistische poort. Volgens het ontwerp van Hendrik Pulinx werd tussen 1736 en 1739 een koepelkerk opgetrokken. Deze eenbeukige kerk is laatbarok of vroegclassicistisch. De koepel steunt op penditieven. De zijwanden van de koepel zijn langs de vier zijden doorbroken door ovale vensters. De gevel wordt geflankeerd door composiet-pilasters die een gebogen fronton dragen.
De toegang werd in 1802 dichtgemaakt. Boven de toegang bevindt zich een doorbroken fronton dat door een beeldnis bekroond wordt.
Het interieur van de kerk is rijkelijk versierd. Het hoofdaltaar bestaat uit 23 verschillende marmersoorten. De koepelbeschilderingen dateren uit 1870.